# The Legend of Zelda: Tri Force Heroes
The Legend of Zelda: Tri Force Heroes (ゼルダの伝説 トライフォース3銃?, Zeruda no Densetsu: Toraifōsu San-jūshi) è un videogioco uscito per la console Nintendo 3DS. Quarto videogioco della serie sbarcato su Nintendo 3DS e diciassettesimo capitolo dell'intera saga, è anche il diretto seguito di The Legend of Zelda: A Link Between Worlds (anch'esso uscito su 3DS).

## Trama
La trama del gioco si svolge diversi anni dopo gli avvenimenti di The Legend of Zelda: A Link Between Worlds e vede Link (assieme ad altri due Link, uno rosso ed uno blu) imbattersi nel misterioso regno di Hytopia, la cui prosperità era stata per anni garantita dal campo della moda. La principessa della terra, Styla, la cui moda aveva costituito un grande potere per il reame, veniva qui adorata da tutti i suoi sudditi, ma un giorno la perfida Lady Maud, una strega abitante i territori di Drablands, invidiosa del suo modo di vestire, le regalò un abito stregato che una volta indossato si trasformò in un inamovibile tuta nera.
Il regno iniziò così il suo declino ed il padre della fanciulla, il Re Tuft, altamente disperato, decise di inviare una richiesta di aiuto per far cessare la maledizione ribattendo a tutti i sudditi che si offrivano che il vero eroe cercato, secondo una sacra profezia, doveva essere accompagnato nell'avventura da altri due compagni con i quali poteva formare una scala a totem. Quegli eroi si rivelano così essere proprio i tre Link che partono per salvare la prosperità del regno e liberare la Principessa Styla dall'incantesimo.

## Modalità di gioco
La particolarità del videogioco consiste nella sua predisposizione per il multiplayer, in quanto esso è giocabile unicamente con la cooperazione di tre giocatori differenti (che possono essere scelti random via internet, o possono essere connessi localmente via wireless) per risolvere puzzle e sconfiggere vari nemici.

## Distribuzione
Il gioco è stato pubblicato in Giappone il 22 ottobre 2015, il giorno successivo in America del Nord ed Europa, e il giorno dopo ancora in Australia.